# Blackhawk (gruppo musicale)
I Blackhawk sono un gruppo di musica country statunitense originario di Nashville e attivo dal 1992.

## Discografia
Album in studio
- 1994 – Blackhawk
- 1995 – Strong Enough
- 1997 – Love & Gravity
- 1998 – The Sky's the Limit
- 2002 – Spirit Dancer
- 2011 – Down from the Mountain
- 2014 – Brothers of the Southland
- 2019 – The Spirit of Christmas
- 2022 – Blue Highway

Raccolte
- 2000 – Greatest Hits
- 2014 – Greatest Hits & More

Album dal vivo
- 2008 – Greatest Hits Live
- 2020 – Just About Right: Live From Atlanta